# Der Feuerreiter. Blätter für Dichtung und Kritik
Der Feuerreiter war eine avantgardistische Zeitschrift für Dichtung, Kritik und Grafik, die von 1921 bis 1924 bestand.

## Geschichte
Albrecht Blau begründete 1921 im Berliner Hans Heinrich Tillgner Verlag den Feuerreiter als literarisch-kulturelle Monatsschrift, benannt nach dem bekannten Gedicht von Eduard Mörike. Herausgeber war zunächst Fritz Gottfurcht (1. Jahrgang, Heft 1, Dezember 1921), aber schon ab Heft 3, im Februar 1922, übernahm Heinrich Eduard Jacob diese Funktion. Die Mitarbeiterliste spiegelte die literarische Szene der Weimarer Republik wider und reichte über Ernst Blass, Felix Braun, Bertolt Brecht, Max Brod, Alfred Döblin, Oskar Maurus Fontana, Ivan Goll, Walter Hasenclever, Annette Kolb, Lola Landau, Erwin Loewenson, Heinrich Mann, Ludwig Marcuse Ludwig Meidner oder Robert Musil bis hin zu Franz Werfel, Georg Zivier, Arnold Zweig und Stefan Zweig. Bedingt durch die Inflation kam mit dem 3. Jahrgang, Heft 2, August–September 1924, das Ende der Zeitschrift.
Zwischen 1922 und 1925 fanden – jeweils zum Karneval – die legendären „Feuerreiter-Bälle“ statt, in dessen Festausschuss Wilhelm Bendow und Max Brod, Ernst Deutsch und Alexander Granach, George Grosz und Trude Hesterberg, Fritz Kortner und Conrad Veidt saßen. Wer sich von der damaligen kulturellen Szene nicht im Festausschuss fand, befand sich unter den Gästen.
Diese literarische Zeitschrift ist nicht zu verwechseln mit einer von 1925 bis 1967 in Köln erschienenen katholischen Sonntagszeitung.

## Stimmen zum Feuerreiter
- Otto Zarek: „(...) der Zeitschrift Der Feuerreiter, die mutig für neue Dichtung eintrat (...)“. In: „Die Allgemeine“, Berlin, 5. November 1954.
- Achim Anders: „(Heinrich Eduard Jacobs) humanitäre geistige Grundhaltung gewann durch die Herausgabe der Zeitschrift für Dichtung Der Feuerreiter in den Jahren 1921-1924 eine breite, umfassende Anhängerschaft, deren Wortführer vielfach in einer von Jacob 1924 veröffentlichten Anthologie heutiger Lyrik unter dem Titel Verse der Lebenden vertreten waren.“ In: „Allgemeine Wochenzeitung der Juden in Deutschland“, Düsseldorf, 9. Oktober 1959.
- Walther G. Oschilewski: „Ich erinnere mich noch genau, als ich Anfang der zwanziger Jahre, gerade der Quarta entlaufen, Jacobs Zeitschrift für Dichtung, Kritik, Graphik Der Feuerreiter zu Gesicht bekam und damit zum erstenmal von den Stimmen der Gegenwart aufgerührt wurde.“ In: „Berliner Stimme“, Berlin, 4. November 1967.
- Heinz Ohff: „Er (Heinrich Eduard Jacob) war ja nicht nur Dichter, sondern auch Reporter, nicht nur Redakteur (1921-1924 Herausgeber der einflussreichen Zeitschrift Der Feuerreiter), sondern auch Reiseschriftsteller.“ In: „Der Tagesspiegel“, Berlin, 8. Oktober 1989.

## Nachdruck
- Der Feuerreiter erschien als kompletter Nachdruck bei Kraus Reprint, a Division of Kraus-Thomson Organization Ltd., Nendeln/Liechtenstein, 1970.